# Догужиєв Віталій Хуссейнович
Віталій Хуссейнович Догужиєв (25 грудня 1935, місто Риково, тепер Єнакієво Донецької області — 3 жовтня 2016, Москва) — радянський державний діяч, перший заступник прем'єр-міністра СРСР, міністр загального машинобудування СРСР. Герой Соціалістичної Праці (18.02.1984).

## Життєпис
Народився в родині службовця — нащадка давнього адигського (адигейського) роду Хусейна Пшекуйовича Догужиєва (1910—1993) та Надії Іванівни (1915—1999), яка походила із шахтарської родини. Передвоєнні роки разом з батьками провів на Донбасі (в місті Єнакієвому, а з 1939 року — в місті Димитров). З початком німецько-радянської війни разом з матір'ю та
бабусею був евакуйований до міста Караганди Казахської РСР. У Караганді пішов до школи. Після повернення в 1944 році з евакуації до рідних країв продовжив навчатися у школі міста Димитрова Сталінської області. Після закінчення школи в 1953 році вступив на спеціальний факультет Дніпропетровського державного університету.
У 1958 році закінчив Дніпропетровський державний університет за спеціальністю «механіка», інженер-механік.
У 1958—1959 роках — інженер-технолог заводу № 66 Челябінської ради народного господарства в місті Златоуст.
У 1959—1965 роках — інженер, начальник групи, старший інженер спеціального конструкторського бюро № 385 міста Златоуст Челябінської області. Член КПРС з 1965 року.
У 1965—1967 роках — начальник механозбірного цеху рухової арматури та автоматики машинобудівного заводу № 385 міста Златоуст Челябінської області.
У 1967—1976 роках — директор Усть-Катавського вагонобудівного заводу імені Кірова Челябінської області.
У 1974 році закінчив Інститут управління народним господарством при Раді міністрів СРСР.
6 січня 1976 — 1 червня 1983 року — перший заступник начальника конструкторського бюро машинобудування — директор Златоустівського машинобудівного заводу Челябінської області.
У червні 1983 — 1987 року — заступник міністра, в 1987 — 25 березня 1988 року — перший заступник міністра загального машинобудування СРСР.
25 березня 1988 — 7 червня 1989 року — міністр загального машинобудування СРСР.
17 липня 1989 — 26 грудня 1990 (15 січня 1991) року — заступник голови Ради міністрів СРСР та голова Державної комісії Ради міністрів СРСР із надзвичайних ситуацій.
З 15 січня по 28 серпня 1991 року — перший заступник прем'єр-міністра СРСР. З 28 серпня по 26 листопада 1991 року — в.о. першого заступника прем'єр-міністра СРСР.
Під час подій 19-22 серпня 1991 року, «у зв'язку з хворобою» Валентина Павлова на Догужиєва було тимчасово покладено загальне керівництво роботою Кабінету Міністрів СРСР, що у низці джерел оцінюється як тимчасове виконання обов'язків прем'єра СРСР з 19 по 28 серпня 1991 року.
У 1992—1996 роках — президент акціонерного товариства «Військово-промислова інвестиційна компанія» в Москві. З 1994 року — голова опікунської ради недержавного пенсійного фонду «Перший національний пенсійний фонд».
З 1997 по 2016 рік очолював Раду ветеранів та старійшин Російської академії космонавтики імені Ціолковського, був членом президії академії, очолював Благодійний фонд ветеранів Російської академії космонавтики.
Помер 3 жовтня 2016 року. Похований в Москві на Троєкуровському кладовищі.

## Нагороди і звання
- Герой Соціалістичної Праці (18.02.1984)
- орден Леніна (18.02.1984)
- орден Жовтневої Революції (1978)
- два ордени Трудового Червоного Прапора (26.04.1971, 25.03.1974)
- медаль «За доблесну працю. В ознаменування 100-річчя з дня народження Володимира Ілліча Леніна» (1970)
- Срібна медаль ВДНГ (1976)
- медалі
- Державна премія СРСР (1977)
- Премія Уряду Російської Федерації імені Юрія Гагаріна в галузі космічної діяльності (2011) — за розвиток ракетно-космічної промисловості, організацію космічної діяльності та використання її результатів на користь науки, забезпечення соціально-економічного розвитку та обороноздатності країни
- Почесний громадянин Златоустівського міського округу Челябінської області (2012)